# Transport zbiorowy w Pabianicach
Publiczny transport zbiorowy w Pabianicach – system transportu publicznego, na który składa się linia tramwajowa, funkcjonująca od 1901 roku, oraz sieć połączeń autobusowych uruchomiona w 1972 r.

## Komunikacja tramwajowa

### Historia
Po raz pierwszy tramwaj na ulicach Pabianic pojawił się 17 stycznia 1901 roku. Łączący Pabianice z Łodzią tramwaj dojeżdżał jedynie na przedmieścia Pabianic, mając końcowy przystanek przy kościele św. Floriana. Od tamtej pory linię stopniowo wydłużano, aż w 1968 dotarła do ulicy Wiejskiej na drugim końcu miasta. W latach 80. istniały plany budowy linii tramwajowej na największe pabianickie osiedle – Bugaj, jednakże planów nie zrealizowano. 1 grudnia 1993 linię tramwajową 41, należącą do MPK Łódź, przejęła MKT (Międzygminna Komunikacja Tramwajowa). W 2004 linię ponownie zaczęło obsługiwać MPK Łódź.
W dniu 14 maja 2017 zawieszono kursowanie tramwaju ze względu na zły stan techniczny sieci trakcyjnej i torowiska. Wprowadzona została autobusowa komunikacja zastępcza w postaci linii Z41, kursująca od Dworca PKP do pętli Chocianowice Ikea. W okresie od 2 lipca do 31 sierpnia 2017 przedłużono trasę linii Z41 do stacji Łódź Dąbrowa. 1 listopada 2017 po przeprowadzeniu remontu trakcji elektrycznej przywrócono kursowanie tramwaju. W marcu 2020 ponownie zawieszono ruch tramwajowy ze względu na kompleksowy remont trasy tramwajowej. Kursowanie tramwajów przywrócono po zakończonej przebudowie 1 lipca 2023.

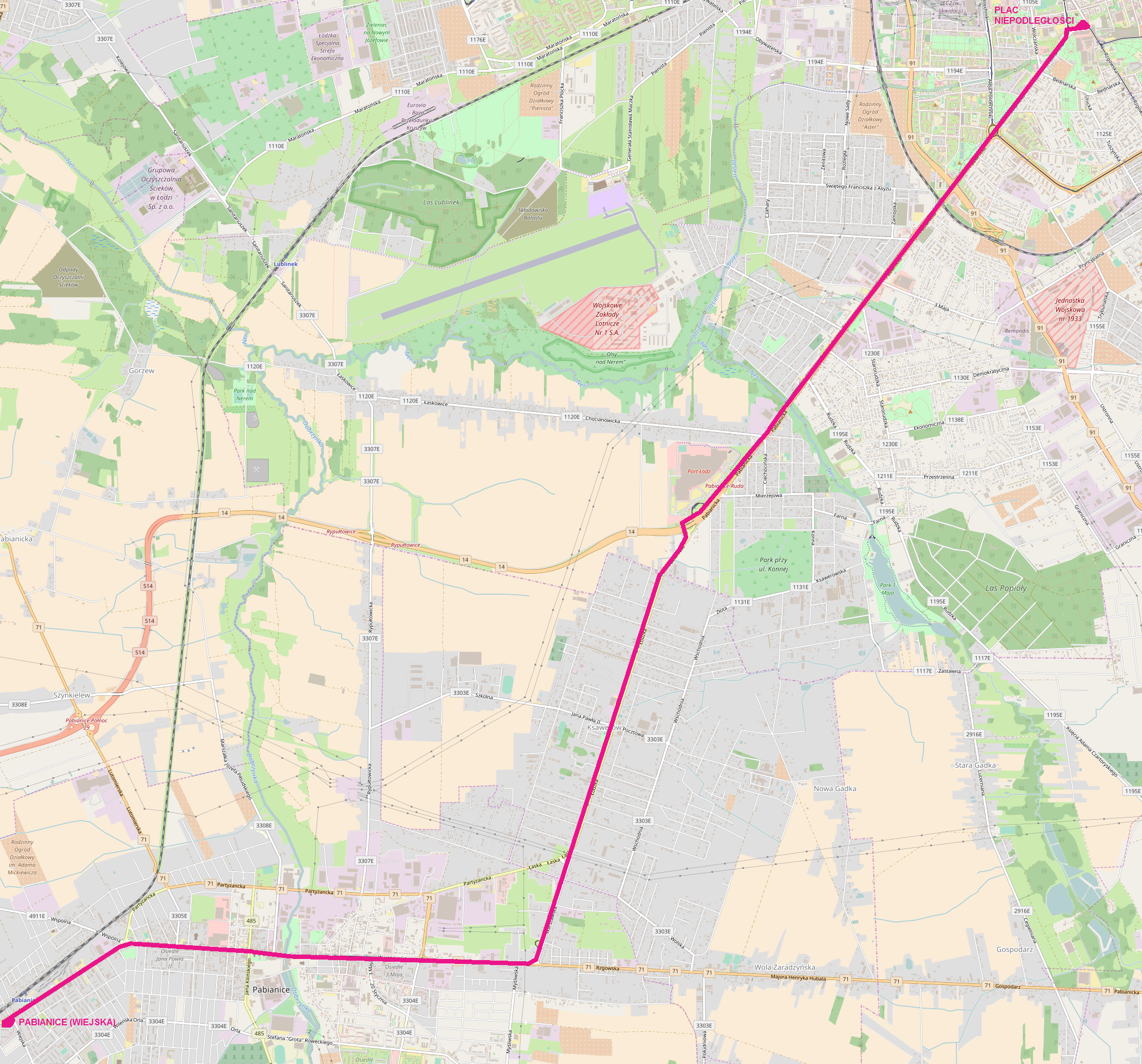
Mapa linii tramwajowej nr 41 kursującej w Pabianicach

### Linie tramwajowe obecnie
| Nr linii | Trasa |
| -------- | --- |
| 41       | Pabianice: Wiejska – Łaska, Zamkowa, Warszawska; Ksawerów: Łódzka; Łódź: Pabianicka – Plac Niepodległości |

## Komunikacja autobusowa

### Historia
Autobusy komunikacji miejskiej po raz pierwszy w Pabianicach pojawiły się 19 lipca 1972 roku. MPK Łódź uruchomiło wówczas linię 1, a następnie linię 2, które swym zasięgiem objęły najważniejsze części miasta – os. Bugaj, os. Piaski, przemysłową część miasta, centrum i Klimkowiznę. Od 2 stycznia 1984 w szybkim tempie powstawały kolejne połączenia, które obsługiwało MPK Łódź w swojej zajezdni nr 5 w Pabianicach przy ul. Lutomierskiej, która to zajezdnia powstała 24 maja 1982. 1 lipca 1992 stacjonujące tam autobusy Ikarus 260 oraz bazę przejęło nowe przedsiębiorstwo – MZK Pabianice, które działa do dziś.

### Linie autobusowe dawniej
| Nr linii    | Trasa |
| ----------- | --- |
| 2BIS        | Stefana „Grota” Roweckiego – Kilińskiego – Złota – Zamkowa – Kilińskiego – Stefana „Grota” Roweckiego |
| 3BIS        | Waltera-Jankego – 20 Stycznia – Roweckiego – Orla – Grabowa (Targowa) – Jana Pawła II – Wiejska – Łaska – Dworzec PKP |
| 4           | Waltera-Jankego – 20 Stycznia – Roweckiego – Kilińskiego – św. Jana – św. Rocha – Piłsudskiego – Partyzancka – św. Jana – Kilińskiego – Roweckiego – 20 Stycznia – Waltera-Jankego |
| 5           | Waltera-Jankego – Nawrockiego – Sikorskiego – Partyzancka – Kolejowa – Łaska – Dworzec PKP |

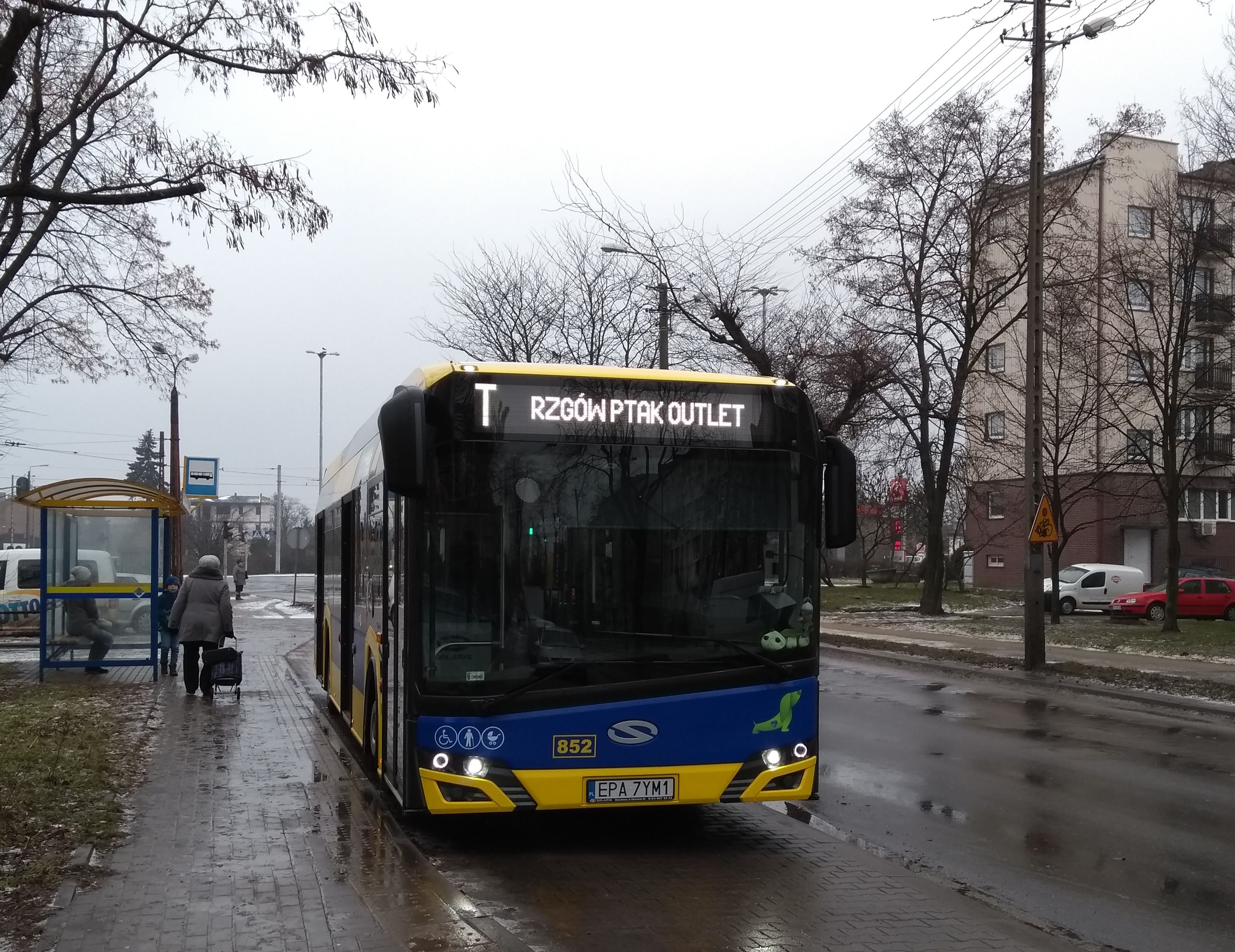
Solaris Urbino 12 Hybrid

| 8           | Waltera-Jankego – Nawrockiego – 20 Stycznia – 3 Maja (z powrotem: Skargi) – Warszawska – Zamkowa – Kilińskiego – Orla – Wileńska – Wiejska – Jana Pawła II – 15 Piechoty Pułku Wilków (z powrotem: Łaska, Wiejska, Jana Pawła II, Śniadeckiego, Wileńska) |
| 9           | Waltera-Jankego – Nawrockiego – Roweckiego – Orla – Grabowa (Targowa) – Jana Pawła II – 15 Piechoty Pułku Wilków |
| 9           | Sikorskiego – Partyzancka – Konstantynowska – Warszawska – Szewska – Skargi – 20 Stycznia – Nawrockiego – Roweckiego – Waltera-Jankego – Nawrockiego – Roweckiego – Orla – Grabowa (Targowa) – Jana Pawła II – Wiejska – Łaska – Dworzec PKP |
| 10          | Waltera-Jankego – 20 Stycznia – Roweckiego – Orla – Grabowa (Targowa) – Jana Pawła II – Wiejska – Łaska – Dworzec PKP |
| 11          | Łaska – Zamkowa – Warszawska – Widzewska |
| 141 [nocny] | Pabianice: Dworzec PKP – Zamkowa – Warszawska – Ksawerów – Łódź: Pabianicka – Łódź Widzew Wschód |
| 253         | Pabianice: Pogodna – Jutrzkowicka – Kilińskiego – św. Jana – Partyzancka – Konstantynowska – Rypłutowicka – Łódź: Łaskowice |
| 261BIS      | Kudrowice – Piątkowisko – Pabianice: Wspólna – Zamkowa – Kolejowa – Partyzancka – Lutomierska – Szynkielew – Petrykozy – Górka Pabianicka |
| 264         | Ksawerów Akacjowa – Nowa Gadka: Łączna, Ogrodników, Wola Zaradzyńska: Hubala, Kolonia Wola Zaradzyńska: Wolska, Ksawerów: Wschodnia, św. Jana, Jana Pawła II, Zachodnia – Ksawerów Gimnazjum |
| 266         | Pabianice: Zygmunta „Waltera” Janke – 20 Stycznia – Stefana „Grota” Roweckiego – Nawrockiego – Warszawska – Rzgowska – Wola Zaradzyńska – Gospodarz – Rzgów – Grodzisko – Huta Wiskicka – Kalino – Kalinko – Romanów |
| 266         | Pabianice: Szpital – Wiejska – Łaska – Zamkowa – Kilińskiego – Roweckiego – Nawrockiego – Warszawska – Wola Zaradzyńska – Gospodarz – Rzgów – Łódź: Rzgowska – Łódź Instytut Centrum Zdrowia Matki Polki |
| BUS         | Pabianice: Waltera-Jankego – Świetlickiego – Jutrzkowicka – Kilińskiego – Zamkowa – Łaska – Port lotniczy Łódź-Lublinek |
| L           | Pabianice: Waltera-Jankego – Nawrockiego – 20 Stycznia – 3 Maja (z powrotem: Szewska) – Warszawska – Zamkowa – Łaska – Chechło Pierwsze – Chechło Drugie – Mogilno – Ldzań |
| N [nocny]   | Pabianice: Dworzec PKP – Łaska – Wiejska – Jana Pawła II – Śniadeckiego – Moniuszki – Konopnickiej – Zamkowa – Kilińskiego – Roweckiego – Nawrockiego – Waltera-Jankego – Myśliwska – Warszawska – Ksawerów: Łódzka, Łódź: Pabianicka – Politechniki – Żeromskiego – Mickiewicza – Piłsudskiego – Sienkiewicza – Traugutta – Składowa – Łódź Dworzec Fabryczny (z powrotem: Kilińskiego – Piłsudskiego) |
| N [nocny]   | Zajezdnia MZK Pabianice – Lutomierska – Zamkowa – Łaska – Wiejska – Jana Pawła II – Śniadeckiego – Wileńska – Orla – Roweckiego – Nawrockiego – 20 Stycznia – Nawrockiego – Sikorskiego – Partyzancka – Warszawska – Zamkowa – Lutomierska – Zajezdnia MZK Pabianice |
| Tw          | Pabianice: Szpital – Wiejska – Łaska – Zamkowa – Warszawska – Rzgowska – Wola Zaradzyńska |
| W           | Wola Zaradzyńska OSP – Hubala, Gospodarz, Czyżeminek, Prawda, Guzew, Rzgów: Guzewska, Gospodarz, Wola Zaradzyńska: Hubala – Wola Zaradzyńska OSP |

### Dzisiaj

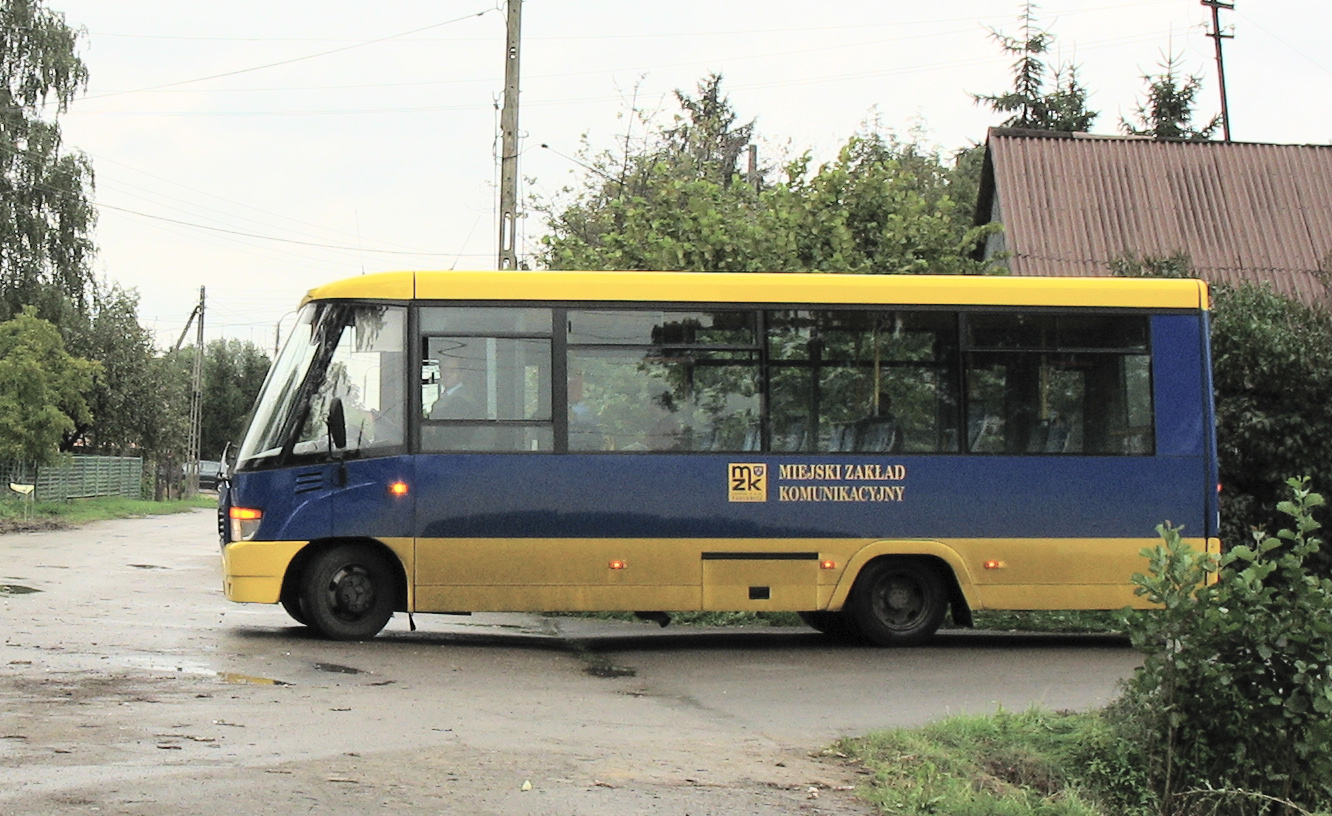
Jelcz M081MB/3 Vero MZK Pabianice

Na tabor MZK składa się 14 autobusów Solaris Urbino 12 trzeciej generacji. Do tego miasto w 2018 roku pozyskało 85% kwoty z dotacji z Unii Europejskiej na zakup 18 nowoczesnych autobusów hybrydowych Solaris Urbino 12 czwartej generacji, które zostały dostarczone w 2018 i 2019 roku. Starsze autobusy malowane są w barwy niebiesko-żółte, będące także barwami Pabianic, natomiast nowe autobusy posiadają dodatkowe elementy, takie jak żółty napis „HYBRYDA”, biały dach oraz unikalny napis na szybie, np. „Miłego dnia!”, „Dobrze cię widzieć”.
Z dniem 1 października 2011 roku w Pabianicach przestały kursować autobusy wysokopodłogowe.

### Linie autobusowe obecnie[7]
| Nr linii    | Trasa |
| ----------- | --- |
| 1           | Dworzec PKP – Łaska, Wiejska, Jana Pawła II, Śniadeckiego, Wileńska, Orla, Kilińskiego, św. Jana, Partyzancka, Sikorskiego, Nawrockiego, Waltera-Jankego, Myśliwska, Skargi, Nawrockiego, Sikorskiego, Partyzancka, św. Jana, Kilińskiego, Orla, Wileńska, Śniadeckiego, Jana Pawła II, Wiejska, Łaska – Dworzec PKP |
| 2           | Waltera-Jankego – Nawrockiego, Roweckiego, Kilińskiego, św. Jana, Partyzancka, Lutomierska, Karniszewicka, Podmiejska – Podmiejska |
| 3           | Sikorskiego – Partyzancka, Konstantynowska, Warszawska, Szewska, Skargi (z powrotem: 3 Maja) 20 Stycznia, Nawrockiego, Roweckiego, Orla, Grabowa (z powrotem: Targowa), Jana Pawła II, Wiejska, Łaska – Dworzec PKP |
| 4           | Waltera-Jankego – 20 Stycznia, Roweckiego, Nawrockiego, 20 Stycznia, 3 Maja (z powrotem: Skargi), Warszawska, Zamkowa, Kilińskiego, Moniuszki, Wiejska, Jana Pawła II – 15 Pułku Piechoty Wilków (z powrotem: Łaska, Wiejska, Jana Pawła II, Śniadeckiego, Moniuszki) |
| 5           | Waltera-Jankego – Nawrockiego, Roweckiego, Orla, Grabowa (z powrotem: Targowa), Jana Pawła II, Wiejska, Łaska – Dworzec PKP |
| 6           | Waltera-Jankego – 20 Stycznia, Roweckiego, Nawrockiego, 20 Stycznia, 3 Maja (z powrotem: Skargi), Warszawska, Zamkowa, Kilińskiego, Moniuszki, Wiejska, Skośna – Karolew (z powrotem: Skrajna, Wiejska, Jana Pawła II, Śniadeckiego, Moniuszki) |
| 7           | Waltera-Jankego – Nawrockiego, Roweckiego, Kilińskiego, Zamkowa – Piłsudskiego (z powrotem: Partyzancka, św Jana do Zamkowej i dalej analogicznie jak do krańcówki Piłsudskiego) |
| A41         | Waltera-Jankego – Nawrockiego, Warszawska – Warszawska / Sikorskiego (z powrotem: Warszawska, 3 Maja, 20 Stycznia, Nawrockiego) |
| 260         | Pabianice: Waltera-Jankego – Nawrockiego, Roweckiego, Kilińskiego, Zamkowa, Łaska, Torowa, Wspólna, Piątkowisko, Kudrowice, Petrykozy, Górka Pabianicka, Petrykozy, Szynkielew, Lutomierska, Zamkowa, Kilińskiego, Roweckiego, Nawrockiego – Waltera-Jankego |
| 261         | Pabianice: Waltera-Jankego – Nawrockiego, Roweckiego, Kilińskiego, św. Jana, Partyzancka, Lutomierska, Szynkielew, Petrykozy – Górka Pabianicka |
| 262         | Pabianice: Waltera-Jankego – Nawrockiego, Roweckiego, Kilińskiego, Zamkowa, Łaska, Torowa, Wspólna, Piątkowisko – Kudrowice |
| 263         | Pabianice: Waltera-Jankego – 20 Stycznia, Roweckiego, Nawrockiego, Gawrońska, Bugaj, Roweckiego, Kilińskiego, św. Jana, Partyzancka, Konstantynowska, Rypłutowicka, Ksawerów: Szkolna, Jana Pawła II, św. Jana, Traktorowa, Kościuszki – Ksawerów: Urząd Gminy |
| 265         | Pabianice: Sikorskiego – Partyzancka, św. Jana (w niedziele: Dworzec PKP – Łaska, Zamkowa; w soboty: Piłsudskiego, Partyzancka, św. Jana), Kilińskiego, Jutrzkowicka, Bychlew, Jadwinin – Pawlikowice / Dłutów |
| D           | Pabianice: Sikorskiego – Partyzancka, Konstantynowska (w niedziele: Waltera-Jankego, 20 Stycznia, Roweckiego, Nawrockiego, 20 Stycznia, 3 Maja), Warszawska, Zamkowa, Łaska, Chechło Pierwsze: Witkiewicza, Chechło Drugie: Pabianicka, Dobroń: Pabianicka, Wrocławska, Orpelów, Kolumna:, Łask: Leśników Polskich, Jagiełły, Komuny Paryskiej, Wileńska, Torowa, Lubelska, Leśników Polskich, Warszawska, Niepodległości, 9 Maja, Południowa, Jana Pawła II, Narutowicza, Górna, Mickiewicza, Zielona – Łask: Dworzec PKS ( Linia obsługiwana wyłącznie, przez ZKM Łask)                              |
| T           | Pabianice: Dworzec PKP – Łaska, Wiejska, Moniuszki, Konopnickiej (z powrotem: Łaska), Zamkowa, Warszawska, Rzgowska, Wola Zaradzyńska: Hubala, Gospodarz, Rzgów: Pabianicka, Plac 500-lecia, Tuszyńska, Rzgów Centrum Handlowe Ptak, Żeromskiego, Babichy – Guzew |
| N4B [nocny] | Pabianice: Dworzec PKP – Wiejska, Moniuszki, Konopnickiej, Zamkowa, Kilińskiego, Grota Roweckiego, Nawrockiego, Waltera-Jankego, Myśliwska, Warszawska, Ksawerów: Łódzka Łódź: Pabianicka, Rudzka, Przestrzenna, Starorudzka, Demokratyczna, Mierzyńskiego, Gombrowicza, Pabianicka, rondo Lotników Lwowskich, Politechniki, Żeromskiego, Skłodowskiej-Curie, Struga, Kościuszki, Zachodnia, Próchnika, Rewolucji 1905 r., Sterlinga, Północna, Źródłowa, Palki, Telefoniczna, Pieniny, Giewont, Pomorska, Juhasowa – Stoki Skalna ( Linia obsługiwana, przez MPK Łódź - kursuje wyłącznie w weekendy) |